# کجا رفتی برنادت (رمان)
کجا رفتی برنادت یک رمان کمدی است که ماریا سمپل آن را به سال ۲۰۱۲ نوشته‌است. طرح داستان حول محور مادر و معماری به نام برنادت فاکس است که دچار هراس از مکانهای باز و شرح زندگی آنها پیش از سفر به جنوبگان است. داستان توسط دختر ۱۵ ساله‌اش بی برنچ روایت می‌شود. داستان از خلال یک سری اسناد (ایمیل، یادداشت، رونوشت، و غیره) با میان پرده‌های گهگاهی از سمت خود بی گفته می‌شود.

## خلاصه داستان
بی برنچ پانزده ساله پس از ناپدید شدن مادرش، مکاتبات مربوط به مادرش را جمع می‌کند و به این ترتیب در می‌یابد که چه اتفاقی برای او افتاده‌است. بی این حادثه را تا کارنامه عالی اش پی می‌گیرد. پیش از این، والدین Bee به او گفته بودند که در صورت داشتن کارنامه مناسب برای تمام سالهای حضور در این مدرسه، می‌تواند هر چیزی را که می‌خواهد داشته باشد. به این ترتیب بی موفق می‌شود مادر خانه‌دار و پدر نابغه و مخترع اش که در مایکروسافت کار می‌کند را برای سفر به جنوبگان قانع کند. اگرچه برنادت عمدتاً در خانه است اما وظیفه ترتیب قرارهای خود را به یک دستیار شخصی به نام مانژولا در هند واگذار می‌کند.

## جوایز
- یک سال در لیست پرفروش‌ترین نیویورک تایمز[۱]
- ۷۲ هفته در لیست پرفروش‌ترین داستان‌های NPR Paperback Fiction
- ۱۲ هفته در لیست پرفروش‌های داستانی NPR Hardcover
- لیست کوتاه برای جایزه زنان داستانی سال ۲۰۱۳
- جایزه الکس ۲۰۱۳ (انجمن کتابخانه‌های آمریکا)[۲]

## اقتباس سینمایی
Annapurna Pictures و Color Force حق اقتباس فیلم از این رمان را در ژانویه ۲۰۱۳ به دست آوردند. اسکات نوستادتر و مایکل اچ. وبر در ابتدا قرار بود فیلمنامه را بنویسند. ماریا سمپل، برایان بی‌سیم و مدیر اجرایی تد شایپر تولیدکننده اثر هستند. ریچارد لینکلاتر کارگردانی این فیلم را انجام داده، و کیت بلانشت بازیگر نقش برنادت است. لینک لیتر، هالی جن و وینس پالمو فیلمنامه را به پایان بردند. کریستن ویگ، بیلی کروودپ، لورنس فیبرن، تروین بللیاریو و جودی گرر به‌طور مشترک با هم بازی کردند. تولید در ژوئیه سال ۲۰۱۷ آغاز شد. این فیلم در اوت سال ۲۰۱۹ اکران شد.

## ترجمه به فارسی
این اثر تا به حال دو بار به فارسی برگردانده شده‌است:
1. کجا رفتی برنادت، ماریا سمپل، مترجم: نیلوفر رحمانیان، محمدرضا موسوی، نوای مکتوب، ۱۳۹۸، ۳۳۶ ص.
2. کجا رفتی برنادت، ماریا سمپل، مترجم: آرزو مقدس، حوض نقره، ۱۳۹۶، ۳۷۳ ص.

برای اقتباس سینمایی ۲۰۱۹، به کجا رفتی برنادت (فیلم) مراجعه کنید.